# Rapport Goldstone
Pour les articles homonymes, voir Goldstone.

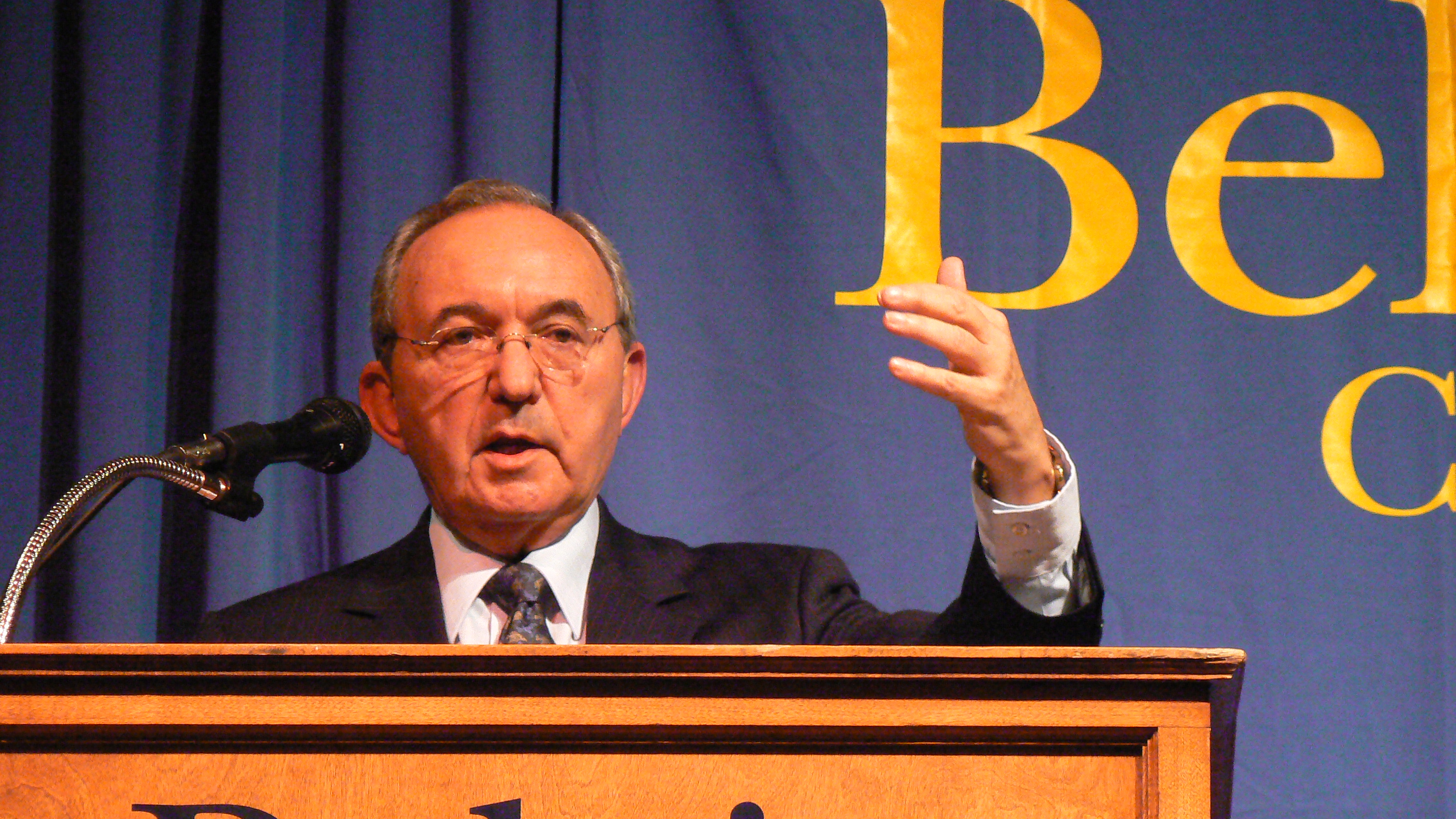
Le juge sud-africain Richard J. Goldstone.

Le rapport de la mission internationale indépendante d’établissement des faits sur le conflit à Gaza, plus connu sous le nom de rapport Goldstone est un rapport de 575 pages publié en avril 2009. Rédigé à la demande du Conseil des droits de l'homme des Nations unies, il traite de l'opération militaire israélienne appelée opération Plomb Durci de décembre 2008 et janvier 2009 contre la bande de Gaza et des tirs de roquettes et de missiles contre des localités civiles israéliennes par le Hamas et autres organisations islamistes. Durant cette période, près de 1400 Palestiniens, dont 758 civils, et 13 Israéliens, pour la plupart militaires avaient été tués.

## Contenu du rapport
Rédigé après un mois et demi d’enquête menée par une mission d’information de l’ONU formée de Christine Chinkin (Professeur de Droit international à la London School of Economics and Political Science), Hina Jilani (Représentante spéciale du Secrétaire général des Nations unies sur les questions de défenses des droits de l'homme), Desmond Travers (Colonel à la retraite des forces armées irlandaises) et dirigée par le juge Richard Goldstone, le Rapport Goldstone examine en détail 36 « incidents » au cours desquels les lois de la guerre et le droit international pouvaient avoir été violés. Les rapporteurs ont entendu 188 personnes, examiné plus de 10 000 pages de documents, 1 200 photos et 30 vidéos, et tenu deux audiences publiques à Gaza et à Genève. La mission – qui n’avait pas été autorisée par le gouvernement israélien à enquêter sur son territoire et à entendre des militaires israéliens – a remis ses conclusions le jeudi 15 septembre 2009. Le rapport accuse l'armée israélienne et des groupes armés palestiniens (en particulier ceux du Hamas) d'avoir commis des actes pouvant constituer des crimes de guerre et peut-être, dans certaines circonstances, des crimes contre l'humanité,,.
À Israël, il est reproché :
- La mission dans son rapport estime que malgré l’isolement économique et politique imposé par Israël à la Bande de Gaza depuis 2006, en d'autres termes le blocus, n'exonère pas du respect des termes de la 4e Convention de Genève, à savoir la fourniture des biens humanitaires. (Art. 27 et 28)
- Nombreuses attaques des forces israéliennes contre des bâtiments gouvernementaux et des personnels gouvernementaux de Gaza incluant des policiers. (art. 32 à 34)
- Avertissement insuffisant des populations civiles et mise en danger de celle-ci du fait du bombardement par les forces israéliennes avec des obus au phosphore blanc de complexes hospitaliers, qui ne constituaient pas des cibles militaires. Emplois d'armes dangereuses pour les civils : phosphore blanc, fléchettes. (art. 37 à 40, 48 et 49)
- Attaques sans discrimination pour répliquer à un tir de mortier dans un quartier comprenant de nombreux civils. (art 41 et 42)
- 10 attaques des forces israéliennes contre des populations civiles sans objectif militaire justifiable. Les divers incidents, graves, mettant en cause les forces israéliennes, montrent que les instructions données fixaient un faible seuil à l’utilisation d’un feu mortel contre la population civile. (art. 43 à 47)
- Attaques visant les fondements de la vie civile à Gaza : destruction des infrastructures industrielles, de la production alimentaire, des installations d’approvisionnement en eau, des stations d’épuration des eaux usées et des habitations. (art 50 à 54)
- Utilisation de civils palestiniens comme boucliers humains. (art 55)
- Détentions arbitraires, dégradantes, violentes de civils palestiniens. (art 56 à 60, 87 à 91))
- Disproportion militaire délibérée, représailles. (art 61 à 64)
- châtiment collectif voire persécution, cette dernière infraction pouvant relever du crime contre l'humanité (art 73 à 75, 78, 91)
- Recours excessif à la force envers les Palestiniens de Cisjordanie et de Jérusalem-Est, climat d'impunité (art. 83 à 85)
- Restrictions de déplacement (art 92 à 96)
- Restrictions à la faculté de manifester, atteinte à la liberté de l'information (art 11 à 116)

Aux groupes armés palestiniens, il est reproché :
- La mise en danger de la population civile en lançant des attaques depuis des zones urbaines. (art 35 et 36)
- Le maintien en détention, sans visite, du soldat Gilad Shalit, prisonnier de guerre selon les termes de la 3e Convention de Genève. (art. 77)
- Des violences et des attaques commises par les forces de sécurité de Gaza contre les opposants politiques membres du Fatah. (art 79 et 80)
- Violences variées, discriminations, principalement contre les membres du Hamas (art 97 à 102)
- Tir de 8000 roquettes et obus en direction de zones civiles pour générer une terreur. (art 103 à 110)

## Accusations et réponses des accusés

### Accusations contre Israël et réactions
Aux militaires israéliens, il est reproché d’avoir ouvert le feu sur des civils brandissant des drapeaux blancs, tiré des obus au phosphore blanc (armes utilisées entre autres sur les hôpitaux Al Quds et Al Wada, elles sont interdites par les conventions internationales depuis 1983) et des obus de mortier contre des zones très peuplées, pris pour cibles des bâtiments de l’ONU, des dispensaires, des usines, des fermes, des mosquées, utilisé des civils palestiniens comme boucliers humains, ou fait obstacle à la circulation des ambulances. L’armée israélienne a, selon le rapport, a cherché à « punir, humilier et terroriser » les habitants de Gaza en faisant un usage disproportionné de sa force.
L'État d'Israël répond que lors de l'Opération Plomb durci, Tsahal n'a pas « tué intentionnellement des civils » palestiniens et qu'Israël n'a fait qu'exercer « son droit d'auto-défense » face à des « attaques terroristes » contre son territoire.

#### Incident de Zeitoun
Le rapport Goldstone affirme (selon les témoignages des survivants, de voisins, de la Croix-Rouge et du Croissant-Rouge ainsi que les soumissions de nombreuses ONG) que, le 4 janvier 2009, au cours d'une incursion de l'armée israélienne, les membres de la famille Samouni (environ 100 personnes, en majorité des femmes) ont été rassemblés par l'armée dans une habitation avec d'autres personnes, après la fin des combats. Une fois rassemblés à l'intérieur, l'armée israélienne a tiré plusieurs missiles sur le bâtiment. Lorsque les survivants ont voulu s'enfuir et rejoindre la ville de Gaza, selon eux l'armée israélienne leur aurait ordonné de faire demi-tour et de retourner à la mort. Les ambulanciers qui se sont par la suite rendu sur les lieux affirment que l'armée israélienne les a mis à nu contre le sol et leur a ensuite demandé de retourner à Gaza sans les blessés. Après plusieurs tentatives infructueuses, ils purent finalement accéder aux blessés 3 jours plus tard, le 7 janvier 2009. Ce jour-là l'armée israélienne ne leur accorda que 3 heures pour opérer, ils durent laisser de nombreux blessés sur place. L'armée israélienne empêcha l'accès à la zone durant les 11 jours suivants, quand les rescapés revinrent ils trouvèrent le village rasé au bulldozer,. La Croix-Rouge accuse Israël de n'avoir pas respecté les conventions internationales sur l'accessibilité et les soins aux blessés.
À la suite de l'incident le Bureau de la coordination des affaires humanitaires de l'ONU (OCHA) a dénoncé les meurtres mais n'a pas directement accusé l’armée israélienne d’avoir « délibérément ciblé cet immeuble de Zeitoun », il s'était contenté de demander une enquête, l'accusation s'est concrétisée plus tard à travers le rapport Goldstone. Peu de temps après l'offensive, dans une déclaration à Newsweek, Avital Leibovich, porte parole de l’armée israélienne, avait déclaré n'avoir aucune information sur cet incident, mais que l'armée israélienne n'avait jamais eu l'intention de viser des civils, avant de rajouter « Pensez-vous que nous disons aux [soldats] d'entrer dans une maison et de les tuer délibérément ? » Selon le colonel israélien, Jonathan D. Halevi, dans une déclaration du 21 septembre 2009, après examen de sources palestiniennes, au moins 3 membres de la famille Al Samouni auraient été affiliés au Jihad islamique et auraient pu participer aux opérations militaires dans la région, l'enquête montre que les personnes suspectées sont mortes plusieurs jours avant l'incident de Zeitoun.

### Accusations contre les groupes armés palestiniens et réactions
Les groupes armés palestiniens sont accusés d'avoir tiré des obus de mortiers et des roquettes sur des civils.
Le Hamas rétorque que ses groupes armés n'ont « frappé que des cibles militaires et ont évité les cibles civiles, et toutes les accusations dans ce sens concernent des balles perdues. Les roquettes visaient exclusivement des objectifs militaires mais, n'étant pas équipées de système de guidage, il est possible qu'elles aient touché des civils par erreur. »,.

### Adoption par les Nations unies et résolutions
Le 16 octobre 2009, Le Conseil des droits de l'homme des Nations unies approuve le texte et en adopte les recommandations. Dans sa lancée, il prend une résolution condamnant l'absence de collaboration d'Israël à l'enquête de la commission conduite par le juge Goldstone. L'adoption du texte a été fait avec 25 voix pour, 6 contre (dont les États-Unis) et 11 abstentions.
Résultat du vote :
- favorable au rapport
- défavorable au rapport
- abstention lors du vote
- absence du pays lors du vote
- territoires palestiniens et israéliens.

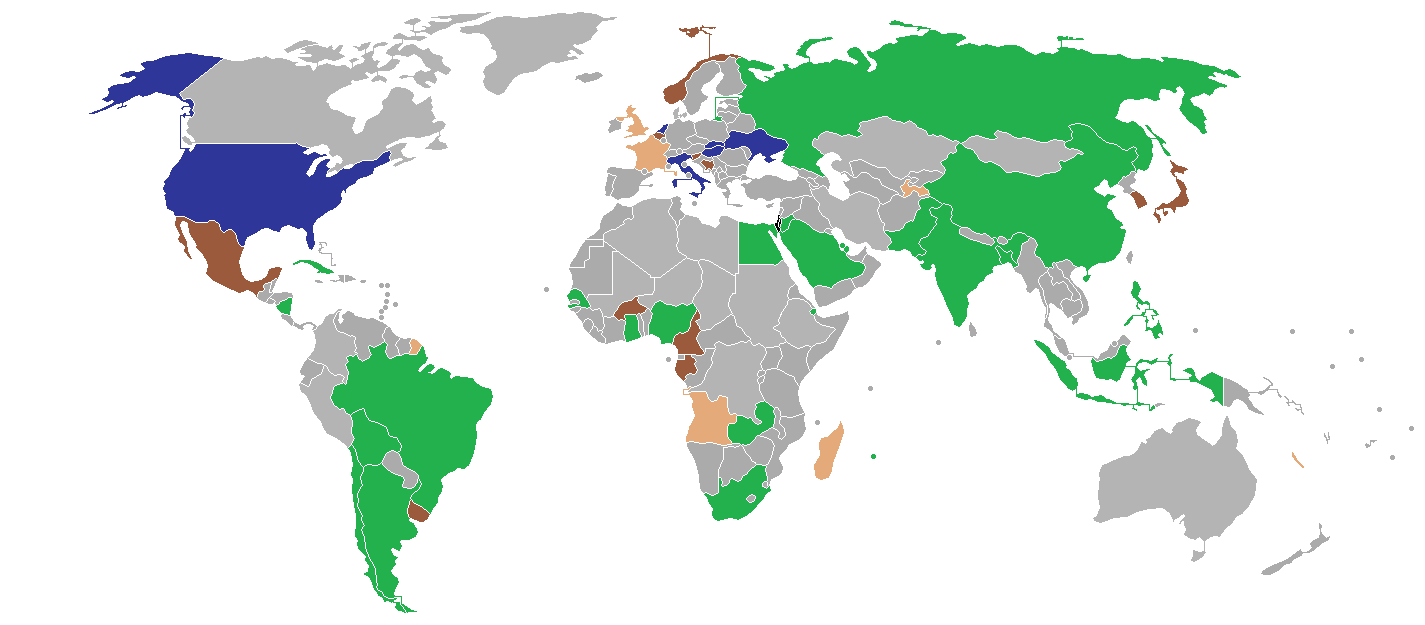
Vote sur l'approbation du rapport Goldstone.

Le 16 octobre également, le Conseil des droits de l'homme engage les parties à veiller à l'application du rapport sur la situation en « Palestine occupée ».
Après le Conseil des droits de l’homme, c’est au tour de l’Assemblée générale des Nations unies d’adopter en novembre 2009 une résolution dans laquelle elle approuve les recommandations du rapport Goldstone. La résolution a été adoptée par 114 voix pour, 18 voix contre, et 44 abstentions. « Ce vote est une déclaration importante contre l’impunité. C’est un appel en faveur de la justice. » a déclaré le président de l’Assemblée générale, Ali Treki, à l’issue du vote.

### Critiques envers le Conseil des droits de l'homme
L'écrivain Fabio Rafael Fiallo estime que le Conseil des droits de l'homme est une organisation partiale. La Licra (soutenu par des intellectuels français) y voit une organisation dans laquelle siègent de nombreux pays dans lesquels sont commis de graves violations des droits de l'homme. Jusqu'en 2010, Israël a été condamné par 32 résolutions qui représentent 45,86 % de la totalité des résolutions passées par le Conseil depuis sa création en 2006. En 2006, le secrétaire général de l'ONU Kofi Annan a déclaré que les résolutions du Conseil concernant Israël étaient « disproportionnées », tout comme le ministre néerlandais des affaires étrangères Maxime Verhagen. La secrétaire d'État américaine Hillary Clinton affirme que les positions contre Israël discrédite le travail du Conseil des droits de l'homme.

### Suivi du rapport
La résolution 13/9 du Conseil des droits de l'homme de l'ONU votée le 14 avril 2010, a créé une commission d'experts pour évaluer l'état d'avancement des enquêtes recommandées par le rapport Goldstone.
Le comité d'experts constitué de deux membres, la juge américaine Mary McGowan Davis et le juge suédois Lennart Aspegren (en), a rendu un rapport d'avancement le 18 mars 2011, dit Rapport McGowan Davis.
Dans ce rapport les juges McGowan Davis et Aspergren, regrettent le manque de coopération des autorités israéliennes : refus d'accès à Israël, à la bande de Gaza par Israël et à la Cisjordanie, ce qui a empêché le comité d'avoir accès à des témoins clé. Si le comité d'experts admet qu'Israël a mis d'importantes ressources (significant resources) pour prendre en compte 400 cas rapportés dans le rapport Goldstone, il émet de fortes réserves sur la promptitude à diligenter ces cas, compte tenu des moyens mis en œuvre : sur 19 cas de violation des droits humains diligentées, seulement trois cas ont mené à des actions disciplinaires, tout en réfutant les violations du droit humanitaire et des lois internationales.
Si le comité se félicite de la mise en place par l'Autorité palestinienne d'une commission palestinienne d'investigation indépendante (Palestinian Independent Investigation Commission, PIIC) qui fournit une bonne base d'enquête sur les cas de violation des droits humains, il regrette que les investigations n'ont pas commencé.

## Campagne à l'encontre du juge Goldstone
En mai 2010 le journaliste belge Serge Dumont, correspondant du Soir de Bruxelles, du quotidien suisse Le Temps et du quotidien français La Voix du Nord, mentionnait la campagne de dénigrement contre le juge Richard Goldstone, organisée par le gouvernement israélien. Un dossier à charge était publié par le Yediot Aharonot et selon Serge Dumont le ministre des Affaires étrangères, Avigdor Lieberman, demandait à toutes les représentations diplomatiques de l'état hébreu de diffuser ce dossier dans le monde entier.

## Rétractation du juge Goldstone et réactions
Le 1er avril 2011, le juge Goldstone, dans une tribune publiée dans le Washington Post, a déclaré qu’il est temps de « reconsidérer » les conclusions du rapport portant son nom. Il affirme que la commission d'enquête qu'il présidait « ne disposait pas assez d'éléments pour dire avec certitude qu’Israël a tué intentionnellement des civils. » Il a par ailleurs déploré que le Hamas n'ait, quant à lui, mené aucune enquête et qu'avoir escompté qu'il le fasse était une « erreur ».

### Réactions des autres rapporteurs

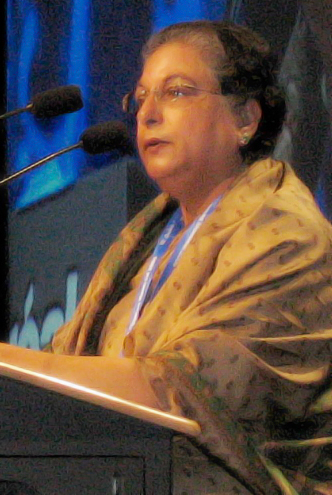
L'avocate pakistanaise Hina Jilani.

Le 14 avril 2011 les 3 autres coauteurs du rapport (Hina Jilani, Christine Chinkin (en) et Desmond Travers (en)) publient un communiqué commun critiquant la rétractation de Richard Goldstone, affirmant que le rapport est juste et qu'Israël n'a pas su démontrer que les tirs sur des civils n'étaient pas délibérés (point sur lequel Goldstone se rétracte). Ils accusent Goldstone de « dénaturer les faits », démentent ses assertions et affirment qu'elles sont « le fruit d'une intense pression politique ». Dans une interview accordée au Middle East Monitor, Hina Jilani, avocate des droits de l'homme qui faisait partie de la commission Goldstone, a contredit les dernières affirmations du juge. Elle affirme : « En définitive, le rapport n'aurait pas été différent de ce qu'il est. » Selon elle, il reste une pièce importante « qu'aucune procédure acceptable n'invaliderait […]. Si cela arrive, ce serait vu comme une décision suspecte ». Elle insiste également sur le fait que rien dans la tribune à travers laquelle Richard Goldstone se rétracte ne pourrait ébranler l'objectivité du rapport initial.

### Demandes israéliennes de l'annulation du rapport initial

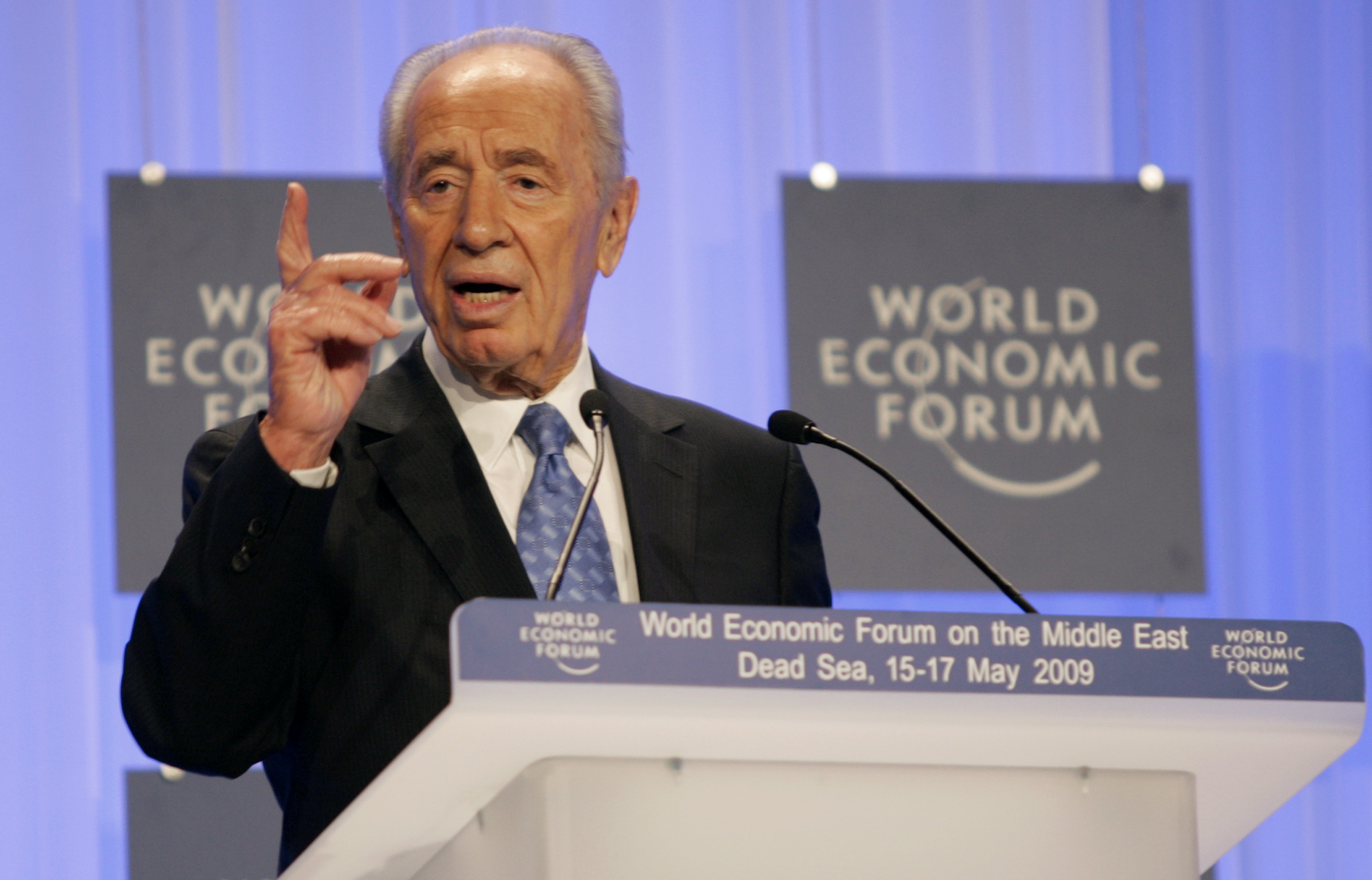
Le président d'Israël Shimon Peres.

Pour le premier ministre israélien Benyamin Nétanyahou, il est maintenant démontré que, comme les autorités israéliennes l'ont toujours affirmé, « Israël n'a pas nui intentionnellement aux civils ». Dans le cadre d'une campagne diplomatique et médiatique visant à rehausser l'image internationale d'Israël, il demande à l'ONU d'annuler et classer ce rapport et déclare que (selon lui) « il faut jeter ce rapport dans les poubelles de l'Histoire » . Lors d'une réunion tenue au siège de l'ONU le 8 avril 2011, le président de l'État d'Israël Shimon Pérès, s'appuyant sur les rétractations du Juge Goldstone du 1er avril 2011, demande au Secrétaire général de l'ONU Ban Ki-moon de retirer le rapport. Ban Ki-moon refuse, reprochant entre autres à Israël son manque de coopération dans l'élaboration du rapport.
Le 6 avril, M. Yossi Gal, ambassadeur d'Israël en France, auditionné par la Commission des affaires étrangères de l'Assemblée nationale, déclare : « Vendredi dernier, le Washington Post a publié une tribune intitulée « Reconsidérer le rapport Goldstone sur Israël et les crimes de guerre », (...) signée du juge Goldstone (...). Au moment de sa publication, en 2009, j’étais directeur général du ministère israélien des affaires étrangères (...et) me suis battu jour et nuit contre cette odieuse campagne diffamatoire. En effet, l’accusation de crime de guerre à l’encontre de mon pays a apporté un soutien de poids aux tentatives de « délégitimation » menées depuis le Conseil des droits de l’homme à Genève. Dans cet article, Goldstone déclare que s’il avait su, à l’époque, ce qu’il sait maintenant, le rapport aurait été différent. (...) J’espère que ceux, en Europe, qui se sont hâtés d’accuser Israël auront le courage intellectuel de reconnaître leur erreur car mon pays a énormément souffert de ces accusations. (...). »
Gabriela Shalev, juriste et ambassadrice d'Israël aux Nations unies, a déclaré que « le rapport occulte les efforts sans précédent entrepris par Israël afin de sauver des vies civiles et ainsi fait la preuve que toutes les victimes civiles étaient intentionnelles » Shalev a aussi fait remarquer que le rapport a occulté « la réalité de la terreur » ainsi que « la complexité des défis  militaires [que posent] le combat de groupes terroristes en zone urbaine »,.

#### Réponse du juge Goldstone aux déclarations israéliennes
Le mardi 5 avril 2011, le juge Goldstone a déclaré qu’il n’avait pas l’intention de demander l’annulation de son rapport onusien très critique envers Israël concernant l’offensive 2008-2009 dans la bande de Gaza et a affirmé que les allégations du contraire par le ministre de l’Intérieur d’Israël Eli Yishai étaient fausses.

### Autres avis favorables à l'abrogation du rapport initial
À la suite de la tribune du juge Goldstone, le Sénat des États-Unis a adopté une résolution demandant à l'ONU d'annuler le rapport qui accuse Israël de « crimes de guerre »,.
Simone Rodan-Benzaquen, représentante de l'American Jewish Committee en France, espère « que la communauté internationale et en relai toute la presse accorde la même importance aux dénégations spectaculaires du juge qu’à son rapport original ».
Le Conseil représentatif des institutions juives de France (CRIF) appuie une "pétition internationale pour l'abrogation du rapport Goldstone" lancée à l'initiative de Siona (qui fait partie du CRIF), de JFORUM, et du Bureau National de Vigilance Contre l'Antisémitisme (BNVCA).
À la suite de la rétractation de Goldstone, le Centre d’Études du Terrorisme, ONG israélienne considérée comme la face publique des services de renseignement israéliens, composée d'anciens membres des services secrets, et qui se déclare spécialisée dans les domaines du renseignement et du terrorisme, demande l'abrogation du Rapport Goldstone, selon lui :

« La proportion entre les terroristes (60 %) et les civils (40 %) tués dans la bande de Gaza corrobore l'affirmation israélienne au sujet de l'effort systématique de Tsahal de réduire le nombre de pertes humaines palestiniennes civiles. Elle réfute également les données fournies par le Hamas et les organisations des droits de l'homme opérant dans la bande de Gaza, utilisées par le Rapport Goldstone pour vilipender Israël (ces dernières ayant affirmé que seul un Palestinien tué sur cinq était "un combattant")[réf. nécessaire]. »

 Cependant cette proportion de victimes civiles donnée par le centre israélien ne colle pas avec celle de nombreux rapports indépendants qui chiffrent entre 50 et 65 % de victimes civiles,.
Dans une interview[Quand ?] au quotidien londonien Al-Hayat le ministre de l’Intérieur du Hamas Fathi Hamad a admis[réf. nécessaire] que 600 à 700 des victimes palestiniennes durant l'opération Plomb durci étaient de ses membres ou d'autres factions islamistes. Le Hamas avait déclaré initialement 49 morts. Fathi Hamad, le ministre de l'Intérieur du Hamas, aurait déclaré qu'au premier jour de l'opération, l'armée israélienne aurait tué 250 policiers, dont certains [Combien ?] militants du Hamas ou d'autres organisations, durant l'attaque du commissariat de police central de Gaza. Dans ce même interview au quotidien al-Hayat, Fathi Hamad a accusé Israël de cacher le nombre exact des victimes militaires tuées pendant l'opération Plomb durci. Le juge Goldstone affirme que le Hamas a des raisons politiques de gonfler, au détriment des victimes civiles, le nombre de ses combattants.

### Réactions et commentaires à la rétractation
Frédéric Mégret, titulaire de la chaire de recherche du Canada en droits de la personne et pluralisme juridique à l’université McGill, pense que le discours de Goldstone peut être justifié. Il explique que : « La commission s'est retrouvée à faire une enquête avec un accès biaisé à l'information, en partie car Israël refusait de coopérer. Il y a certains aspects où elle est vraisemblablement allée un peu trop loin dans ses affirmations »

### Avis de la partie palestinienne

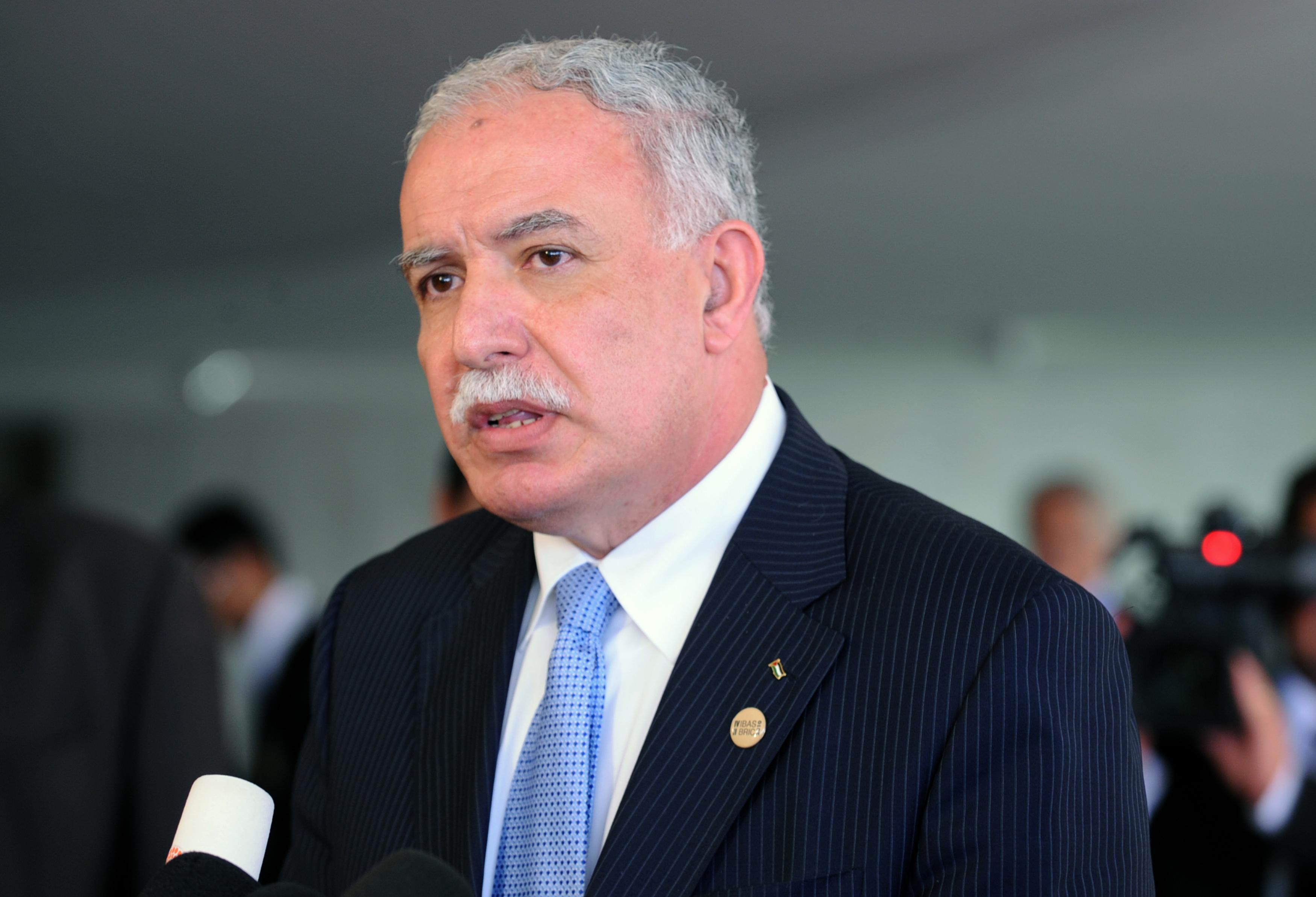
Porte-parole du gouvernement de l'Autorité palestinienne Ryiad al-Maliki.

Le porte-parole du Hamas, Sami Abou Zouhri (en), maintient que « des crimes de guerre ont été commis contre les 1,5 million de personnes vivant à Gaza" » par Israël et le ministre palestinien des Affaires étrangères, Riyad Al-Maliki, a jugé que le « rapport reste aussi clair que les crimes qu'Israël a commis au cours de cette guerre ».

### Analyses sur les conséquences de la rétractation
Le correspondant du Monde à Jérusalem, Laurent Zecchini, affirme que « L’opération Plomb durci étant ainsi partiellement réhabilitée, il sera plus facile à Israël de justifier la nécessité de rétablir sa “dissuasion” vis-à-vis du Hamas, pour une nouvelle opération militaire à Gaza. » C'est également le point de vue Gabriela Shalev, juriste et ambassadrice d'Israël aux Nations unies qui a déclaré : « que si nous devons nous défendre à nouveau contre des organisations terroristes, nous serons capables de dire qu'il n'y a pas d'autre solution que celle que nous avons utilisée pendant l'opération Plomb durci. » .
Pour David Ruzié, spécialiste du droit international, « la rétractation du juge Goldstone est une bonne chose pour discréditer le Conseil des droits de l'homme de l'ONU ».
Denis Sieffert, directeur de rédaction de la revue Politis, estime à propos du Rapport Goldstone que, « Nul ne s’y était trompé : derrière l’apparent équilibre de cette formulation (accusations contre les deux camps), c’est surtout Israël qui était visé (par le rapport). » . « Malgré sa crédibilité, le rapport n’avait guère eu de conséquences autres que morales. Il faut croire que cet opprobre était déjà de trop pour Israël. Car voilà que le juge Goldstone est soudain en proie à d’étranges tourments intérieurs qui ressemblent à ceux d’un homme soumis à des pressions. » En demandant l'annulation du rapport, le prétexte invoqué par le gouvernement israélien pour l'opération militaire sur Gaza de décembre 2008/janvier 2009 devient obsolète. Pour Denis Sieffert, la semaine du 4 avril au 10 avril 2011 a été « la plus meurtrière depuis… janvier 2009. Seize Palestiniens ont été abattus à la suite de raids sur Gaza. Remettre en cause le rapport Goldstone, de la part d'Israël. Cela discrédite le rapport, lui enlève toute valeur morale », et rejoint le commentaire de Gabriela Shalev « L’opération “Plomb durci” étant ainsi partiellement réhabilitée, il sera plus facile à Israël de justifier la nécessité de rétablir sa “dissuasion” vis-à-vis du Hamas, pour une nouvelle opération militaire à Gaza. »,.

### Autres commentaires opposés à la rétractation de Goldstone
Pour Alain Gresh, rédacteur en chef du Monde diplomatique, ce « permis de tuer » les terroristes, c’est ce que Nétanyahou exigeait depuis longtemps, lorsqu'il affirmait que, « contre les barbares, les règles du droit international ne peuvent s’appliquer » ,. Selon Alain Gresh, les rétractations du juge Goldstone posent plusieurs problèmes :
- La campagne de pressions menée contre lui par des organisations juives[65],[66],[67],[68].
- Goldstone n’est pas le seul rédacteur du rapport, et d'autres rédacteurs le défendent toujours[69].
- Ces dernières années de nombreux rapports d’autres organisations internationales, notamment celui d'Amnesty International[70],[71],[72], de Human Rights Watch[73],[74] du Tribunal Russell sur la Palestine[75], des ONG israéliennes Breaking the Silence[76],[77],[78] et B'Tselem[79], ou encore du rapporteur spécial John Dugard mandaté par la Cour pénale internationale[80], ont confirmé les crimes commis par l’armée israélienne et le Hamas[81],[82] ;

- Au sujet du «meurtre délibéré» de la famille palestinienne al-Samouni par l'armée israélienne qui conteste cette accusation[83] (48 morts palestiniens dont des militants du Hamas et du Jihad islamique lors de l'attaque de Zeitoun dont 29 membres de la famille al-Samouni, 23 selon le rapport Goldstone, parmi lesquels des femmes et des enfants en bas âge[15],[84],[85]), le juge Goldstone affirme qu’une enquête israélienne a été ouverte. Or les Nations unies, dans le rapport cité par le même Goldstone à l’appui de sa thèse, affirment que l’officier responsable n’est pas l’objet d’une enquête judiciaire[86].

John Dugard, rapporteur spécial sur les droits de l’homme dans les territoires occupés aux Nations unies, affirme que les reconsidérations du juge Goldstone ne s’appuient sur aucun élément sérieux.
Gilles Devers, avocat et porte-parole des ONG qui ont déposé une plainte à la Cour pénale internationale contre Israël, souligne « Ce n'est pas sérieux de désavouer son travail dans un média, car même s'il en est le rapporteur, l'enquête est le résultat du travail de quatre experts.
S'il pense que de nouvelles investigations sont nécessaires, il devait avertir le Conseil des droits de l'homme pour être de nouveau envoyé en mission. »
Kenneth Roth, directeur exécutif de Human Rights Watch, a déclaré le 5 avril 2011 que « Le désir du gouvernement (israélien) d'enterrer le rapport Goldstone est compréhensible, mais ce rapport continuera à vivre » .

### Pressions exercées à l'encontre de Goldstone
Selon Ilan Pappé, historien israélien et directeur du Centre européen d'études sur la Palestine, cette rétractation s'explique par « une année et demie de campagne incessante d’intimidation et de diffamation du juge » et le lien avec « la création d’une unité spéciale dont la mission est d’espionner les individus ou organismes soupçonnés de "délégitimer" Israël ».
Chantal Meloni, chercheuse en droit de la criminalité à l’université de Milan et qui vit à Gaza depuis 2010 où elle travaille avec le Centre palestinien pour les droits de l'homme dénonce la pression exercée sur Goldstone. Selon elle, « Les critiques qui ont été émises en Israël l'ont probablement affecté, il est juif, religieux, bien sûr que ce n'était pas facile pour lui de porter tout cela. Au départ, lorsqu'il a été nommé, il a d'ailleurs hésité à accepter cette mission »,,. Elle voit également un lien entre la rétractation de Goldstone et une résolution adoptée le 25 mars par le Conseil des droits de l'homme qui « demandait à l'assemblée générale de l'ONU d'amener la question des exactions commises par le Hamas et Israël devant le Conseil de sécurité ».

### Commentaires humoristiques de Roger Cohen
Le journaliste britannique Roger Cohen, chroniqueur pour les quotidiens The International Herald Tribune et The New York Times indique, dans une chronique à coloration partiellement humoristique publiée dans les colonnes du New York Times, le 7 avril 2011, qu'il existerait selon ses vues un « nouveau verbe, “to Goldstone” » dont il donne deux définitions supposées. En introduction de sa chronique, il indique que ce verbe supposé signifierait, selon lui, « faire un constat puis se rétracter partiellement » et qui trouverait son étymologie dans « les actions étranges d'un juriste juif respecté d'Afrique du Sud soumis à des pressions intenses d'Israël, du Congrès américain et de groupes juifs internationaux » puis, en conclusion de sa chronique, il ajoute de supposées acceptions familières de ce « verbe, “to Goldstone” » : « semer la confusion, cacher un secret, faire des ravages ».